# 先端技術安全保障研究所
一般社団法人先端技術安全保障研究所（せんたんぎじゅつあんぜんほしょうけんきゅうじょ、英: Global Institute of Emerging Security Technology、略称GIEST）は、サイバーやロボットなどの先端技術分野の動向を踏まえた国際政治・外交・安全保障分野における研究機関で日本のシンクタンク。本部は東京。
現会長は高橋和夫放送大学名誉教授。

## 概要
21世紀におけるインターネットやロボット、AI（人工知能）を始めとする技術分野の発展は国際政治と国家安全保障に大きな変化を与えており、それらに対応するための研究機関として設立された。
- 所在地：東京都新宿区新宿2丁目12番13号 新宿アントレサロンビル2階